# Simira rubra
Simira rubra là một loài thực vật có hoa trong họ Thiến thảo. Loài này được (Mart.) Steyerm. miêu tả khoa học đầu tiên năm 1972.